# Tomáš Koláčný
Tomáš Koláčný (* 27. června 1992 Brno) je český politik, od roku 2014 zastupitel města Brna (v letech 2016 až 2018 též radní města a v letech 2018 až 2022 náměstek primátorky), od roku 2018 zastupitel městské části Brno-Židenice, člen Pirátů.

## Život
Vystudoval technické lyceum SPŠ Sokolská, Brno a silnoproudou elektrotechniku na Fakultě elektrotechniky a komunikačních technologií Vysokého učení technického v Brně (získal titul Bc.). Ve studiu elektroenergetiky pokračoval na VUT v Brně i na navazujícím magisterském stupni, ovšem po zvolení do brněnského zastupitelstva v roce 2014 studium přerušil, aby se mohl naplno věnovat výkonu mandátu.
Tomáš Koláčný žije ve městě Brno, a to na území městské části Brno-Židenice.

## Politické působení
Od roku 2012 je členem Pirátů. V komunálních volbách v roce 2014 kandidoval jako člen Pirátů na kandidátce subjektu "Strana zelených s podporou nezávislých kandidátů" do Zastupitelstva Městské části Brno-Židenice, ale neuspěl.
Ve stejných volbách, tj. komunálních volby 2014, byl však zvolen zastupitelem města Brna, když jako člen Pirátů kandidoval za subjekt "Žít Brno s podporou Pirátů". Dne 21. června 2016 byl zvolen uvolněným radním města pro oblast otevřenosti města a participace obyvatel.
V krajských volbách v roce 2016 kandidoval jako člen Pirátů do Zastupitelstva Jihomoravského kraje na kandidátce subjektu "Zelení a Piráti", ale neuspěl. Stejně tak neuspěl ve volbách do Poslanecké sněmovny PČR v roce 2017, když kandidoval za Piráty v Jihomoravském kraji.
V komunálních volbách v roce 2018 do Zastupitelstva města Brna byl lídrem kandidátky Pirátů a tudíž kandidátem této strany na post primátora města. Předem po volbách odmítal spolupracovat s extremistickými stranami, za které označil hnutí Slušní lidé, buňku SPD a do jisté míry i KSČM. Ve volbách získala post zastupitele města, obdržel 12 131 preferenčních hlasů. V rámci nové koalice "ODS s podporou Svobodných", KDU-ČSL, Piráti a ČSSD se stal dne 20. listopadu 2018 druhým náměstkem primátorky pro oblast majetku, kultury, participace veřejnosti, informačních technologií, strategie a analýzy dat. Zároveň byl zvolen zastupitelem městské části Brno-Židenice, když jako člen Pirátů kandidoval za subjekt "Šťastné Židenice" (tj. Zelení a nezávislí kandidáti).
V komunálních volbách v roce 2022 obhájil za Piráty mandát zastupitele města Brna a stal se z pozice lídra kandidátky i jediným pirátským zastupitelem městské části Brno-Židenice. V říjnu 2022 skončil ve funkci náměstka primátorky města Brna.